# Barrage de Berke
Le barrage de Berke (en turc Berke barajı) est un barrage en Turquie. Le lac est dans la province de Kahramanmaraş et le barrage est à la limite de la province d'Osmaniye. Il est situé en aval du barrage de Sır et en amont du barrage d'Aslantaş.

## Sources
- (tr) « Berke Baraji », sur Agence gouvernementale turque des travaux hydrauliques (DSİ)